# Стерлигова, Агния Васильевна
А́гния Васи́льевна Сте́рлигова (9 июня 1983, Россия, Москва) — российский архитектор, продюсер, основатель и генеральный директор бюро Planet 9, член Союза архитекторов России.

## Биография
Родители Агнии — архитекторы; дедушка — искусствовед Андрей Борисович Стерлигов — занимался в Институте искусствознания составлением Свода памятников архитектуры и монументального искусства России. С детства любила рисовать, думала связать будущую профессию с конструированием одежды и поступлением в Текстильный институт. Любимый фильм — «Унесённые ветром».

## Образование и карьера
«При создании наших проектов отправной точкой служит не функция, а контент: музей чего-то, выставка чьих-то работ. Этот смысл и есть ключ к «раскручиванию» проектирования. Мы занимаемся и проектированием и дизайном, но между этими понятиями большая разница. Если, например, сравнивать с одеждой, то проектирование — это создание идеологии бренда, а дизайн — это стремление понять, с каким принтом выпускать на рынок ту или иную вещь. Проектирование — это градостроительные решения, работа с этажностью и плотностью. Это, можно сказать, сценография бытия».
Для подготовки к вступительным экзаменам училась рисунку у художника Андрея Мунца.
Окончила Московский архитектурный институт (МАрхИ), поступила в аспирантуру без экзаменов, выиграла конкурс на золотую медаль и получила возможность пройти полугодовую стажировку на курсе визуального искусства в Венецианском университете (англ. Iuav University Of Venice, IUAV).
В 2008 году работала в архитектурной в студии Th&Ma в Венеции, занималась реставрацией и реконструкцией исторических памятников. В этот период Стерлигова поняла, что хочет заниматься выставочной и музейной деятельностью: «Венеция, где я в итоге прожила два года, стала моим местом силы и принесла ощущение взросления, радикальное расширение кругозора, друзей и даже встречу с будущим супругом». Вернувшись в Москву, устроилась на работу в бюро родителей.
В 2012 году перешла в архитектурное бюро SPEECH, в котором проработала полтора года. Работала над проектами высотного здания в «Москва-Сити» и жилой застройки «Сердце Столицы» вместе с командой коллег. С 2013 года занималась проектами в области культуры самостоятельно.
В сентябре 2015 года открыла собственное архитектурное бюро Planet 9 для создания проектов в области культуры, общественных пространств и сценографии. Работая в бюро, овладела специальностью продюсера, отвечающего за создание всего проекта: от замысла и поиска денег до реализации.
Агния является членом Союза архитекторов России. Часто работает вместе с Сергеем Чобаном, у которого, по собственному признанию, «многому научилась».

## Проекты
Агния Стерлигова и бюро Planet 9 приняли участие в создании более 130 выставок в России и за рубежом: «Насмотренность — это одна из важнейших компетенций архитектора, и в этом смысле работа за пределами страны — не столько возможность показать себя, сколько посмотреть на других». Среди проектов бюро также смотровая площадка и музей «Москва-Сити» на 56-м этаже башни «Империя», Уральская биеннале в Екатеринбурге и др. Пресса неофициально называет проекты бюро «выставками-блокбастерами».
Философия и концепция проектов — «архитектура впечатлений»: «Несколько лет назад я придумала такое определение своей деятельности, а потом стала замечать, что этот термин используется где-то ещё в нашей профессиональной среде, но не расстроилась, а поняла, что это лишь подтверждает точность его формулировки. Архитектура впечатлений соединяет в себе 2 важнейшие составляющие. Во-первых, не дизайн, не оформление, а именно архитектура. И дело не только в моем профильном архитектурном образовании, но в самих принципах работы: всегда лучше начинать с общего — с пространства/контекста; мне интересны работа с пропорциями, масштабом, движением людей и вещей, уместность того или иного решения. Во-вторых, правильно выстроенная архитектура уже работает на общее впечатление, а усиленная содержанием и сценографическими приемами она может воплотить те три значения определения „впечатление“ [след, оставленный в сознании; влияние, воздействие; мнение, оценка, сложившиеся после знакомства, соприкосновения с чем-то]».
Большое влияние на дальнейшую работу и творческое развитие Агнии оказала выставка «David Bowie Is», которую она посетила летом 2016 года в Барселоне: «Это было потрясающее путешествие с полным аудиовизуальным погружением. Именно тогда я загадала не только проектировать выставки, но и эволюционировать в сторону их продюсирования. Захотелось сделать что-то подобное в России, собрать междисциплинарный проект на базе явлений локальной, русской культуры. Так появились идеи проектов, посвященных Виктору Цою и русскому балету». Также Агния отметила проекты «Hangar Biccoca» в Милане и «Peggy Guggenheim» в Венеции.

### Инсталляции
- 2012: «Сколково» (Павильон России на XIII биеннале в Венеции)[11], специальный приз жюри[15]
- 2016: «V.D.N.H. Urban Phenomenon» (Павильон России на XV биеннале в Венеции)[16][17]
- 2017: Павильон Москвы на выставке MIPIM (Канны)[11]
- 2019: «Зодчество» (Гостиный двор, Москва)[18]

Также творческие проекты бюро были представлены на ежегодной выставке арт-инсталляций журнала «Interni» в Милане (2015—2017) и фестивале «АрхМосква» в Москве (2018, 2020—2022).

### Выставки
«Если раньше в воскресенье всей семьей ходили в церковь, то сейчас ту же функцию отчасти взял на себя музей. Это место, где можно получить весь спектр услуг полного цикла: постоянные экспозиции и временные выставки, огромное количество образовательных программ, фестивалей. Честно говоря, сойти с ума можно только от чтения анонсов того, где и что идет. Как следствие, появляются дополнительные бюджеты и запрос на соответствующее художественное оформление. Конечно, оформление тоже играет роль. Оно не может заменить сути, но помогает раскрыть смысл содержания, привлечь внимание к важным деталям».
- 2015: «Музей сельского труда» (фестиваль «Архстояние»)[11]
- 2016: «Roma Aeterna» и «Джорджо де Кирико» (Третьяковская галерея, Москва)[19]
- 2017: «Гений века» («Эрмитаж-Казань», Казань)[20]
- 2018: «Архип Куинджи», ретроспективная выставка работ (Третьяковская галерея, Москва)[21]
- 2018: «Русский Путь. От Дионисия до Малевича» (Музеи Ватикана, Рим)[22]
- 2019: «Эдвард Мунк» (Третьяковская галерея, Москва) — крупнейшая экспозиция художника в России[23]
- 2019: «Кандинский и Россия» (Культурный центр им. короля Фахда, Саудовская Аравия)[24]
- 2020: «Линия Рафаэля. 1520—2020» (Эрмитаж, Санкт-Петербург)[25]
- 2021: «Альбрехт Дюрер. Шедевры гравюры» из собрания Пинакотеки Тозио Мартиненго в Брешии (Государственный исторический музей, Москва)[26]
- 2022: «Цой. Путь героя» (Манеж, Москва)[6]. Выставка представила уникальные коллекции личных вещей Виктора Цоя — документы, черновики, гитары, костюмы, фотографии из семейного архива; экспозиция сопровождалась аудиоэкскурсcией для 300 экспонатов в 11 залах[27]. Работу выставки продлевали дважды из-за высокой популярности; в планах организаторов — привезти её в Санкт-Петербург[28].
- 2022: «Балабанов»[29]
- 2023: «Панк-культура. Король и Шут»[2]
- 2023: «Дом культуры СССР» (Манеж, Москва)[30]
- 2023: «Первая позиция. Русский балет»[31][32]
- 2023: «Смешарики. Искусство быть круглым»[33]

### Музей
Стерлигова стала главным архитектором проекта «Музей криптографии», открывшегося в 2021 году — первого в России научно-технологического музея о криптографии, коммуникации, математике и смежных дисциплинах, чья экспозиция насчитывает несколько десятков экспонатов и почти полторы сотни инсталляций.
Стерлигова отмечает рост интереса к выставкам: «Музейный бум последних 20-ти лет — это устойчивый тренд, который дошел до России и актуален сегодня как никогда. Дизайн и впечатление, оставленное выставкой, сейчас обсуждают не только профессионалы, но и посетители — это неотъемлемая часть работы музеев с аудиторией. Я пристально слежу как за российскими, так и за зарубежными проектами. Что важно, у меня была возможность побыть в разных статусах и понаблюдать изнутри за работой ведущих в этой нише иностранных бюро — таких, как RAA (США), TRIAD (Германия), Ab Rogers design (Великобритания)».

### Театр
«Мы берем контент, помещаем его в контекст, задаем масштаб, формируем сценарий — вуаля, site specific инсталляция готова. Если добавить к этой формуле возможность постоянного общения с ведущими кураторами, художниками, режиссерами, то получается очень увлекательное приключение».
«Большой театр»:
- Одноактная опера «Телефон» (сценография)
- Одноактная опера «Медиум» (сценография)

«МХТ им. А. П. Чехова»:
- Утопия в двух частях «1917. Светлый путь» (художник-постановщик)
- Поэтическая пьеса «Слава» (художник-постановщик)
- Опера «Волшебная флейта» (художник-постановщик)

## Награды и признание
В 2023 году Агния и её муж Александр Кармаев стали лауреатами премии «ТОП50. Самые знаменитые люди Петербурга» журнала «Собака.ру» в номинации «Искусство» — издание отметило работу пары над проектами «Балабанов» и «Первая позиция — русский балет»: «Их междисциплинарные выставки-аттракционы стали всероссийским феноменом».